# Parlagena buxi
Parlagena buxi är en insektsart som först beskrevs av Takahashi 1936.  Parlagena buxi ingår i släktet Parlagena och familjen pansarsköldlöss. Inga underarter finns listade i Catalogue of Life.